# Loïk Dury
 (avril 2017).
Si vous disposez d'ouvrages ou d'articles de référence ou si vous connaissez des sites web de qualité traitant du thème abordé ici, merci de compléter l'article en donnant les références utiles à sa vérifiabilité et en les liant à la section « Notes et références ».
Pour les articles homonymes, voir Dury.
Loïk Dury est un compositeur et DJ français.

## Biographie
Il fut d'abord DJ et directeur des programmes de Radio Nova entre 1987 et 1997, où il crée les Novamix. Il compose aussi des musiques pour les défilés de grands couturiers comme Karl Lagerfeld, Paco Rabanne et Kenzo. En 1999, sa première collaboration cinématographique, pour la bande originale de Peut-être de Cédric Klapisch, le révèle au grand public et lui vaut une nomination aux Victoires de la musique. 
En 2000, il crée une société de production et d'édition musicale, Kraked, et avec la collaboration d'autres musiciens et compositeurs un groupe, Kraked Unit. Il se focalise notamment sur la création de musiques de films, parmi lesquels figurent notamment les films de Klapisch (l'Auberge espagnole, Les Poupées russes, Paris). Ils réalisent également avec son binôme une partie des habillages de la station de radio France Inter, mais aussi de projets événementiels, comme la musique du pavillon de la France lors de l'exposition universelle de Shanghai en 2010.

## Filmographie

### Cinéma

#### Composition
- 1999 : Peut-être de Cédric Klapisch
- 2000 : Jet Set de Fabien Onteniente
- 2001 : G@mer de Zak Fishman
- 2001 : Sexy Boys de Stéphane Kazandjian
- 2002 : Novo de Jean-Pierre Limosin
- 2002 : L'Auberge espagnole de Cédric Klapisch
- 2002 : La Cuirasse de Frédéric Provost
- 2002 : Fofolfada (court métrage d'animation) de Fred Kustner
- 2003 : Ni pour ni contre (bien au contraire) de Cédric Klapisch
- 2003 : Mauvais esprit de Patrick Alessandrin
- 2004 : Casablanca Driver de Maurice Barthélemy
- 2004 : Bienvenue en Suisse de Léa Fazer
- 2005 : Les Poupées russes de Cédric Klapisch
- 2005 : Les Parrains de Frédéric Forestier
- 2005 : Avant qu'il ne soit trop tard de Laurent Dussaux
- 2006 : Dans la peau de Jacques Chirac de Karl Zéro et Michel Royer
- 2008 : Paris de Cédric Klapisch
- 2008 : Comme les autres de Vincent Garenq
- 2011 : Ma part du gâteau de Cédric Klapisch
- 2013 : Casse-tête chinois de Cédric Klapisch
- 2017 : Ce qui nous lie de Cédric Klapisch

#### Conseiller musical
- 2001 : Carrément à l'ouest de Jacques Doillon
- 2005 : The Passenger de François Rotger

### Télévision
- 2000 : Tribal Tales (documentaire diffusé sur Canal+)
- 2000 : Duelles (premier épisode de la série diffusée sur M6)
- 2000 : Guerlain (musique du spot publicitaire)
- 2001 : Exhibition (générique de l'émission diffusée sur Arte)
- 2002 : Rolex (musique du spot publicitaire pour l'US Open)
- 2003 : House Movies (générique et habillage sonore de l'émission diffusée sur Canal+)
- 2003 : Mensomadaire (habillage sonore de l'émission diffusée sur Canal+)
- 2004 : Funky Cops (musique originale de la saison 2)
- 2006 : Banja (musique originale)
- 2015 : Dix pour cent (musique originale)
- 2023 : Salade grecque (musique originale)